# きりえれいこ
きりえ れいこ（9月25日 - ）は、日本の漫画家、イラストレーター。

## 経歴
神奈川県川崎市出身。大学卒業後、1985年頃に手塚プロダクションに入社。手塚治虫のアシスタントを経て、1989年に独立。1990年から「ドラゴンクエスト4コママンガ劇場」に参加したのを皮切りに、『ゼルダの伝説4コマ漫画劇場』、『スーパーマリオ4コマ漫画劇場』など、エニックスの4コママンガ劇場の初期から中期にわたり執筆。1995年に発行された「秘伝 4コマ漫画の描き方」（著：ドラクエ4コマオールスター作家陣）ではメインホストを務めた。1998年にエニックスから離れる。近年は主婦漫画家と称し、主婦業の合間に漫画家活動を行う。

## 人物
1993年に歯科技工士と結婚。1996年に女児をもうける。2003年4月から2004年3月まで小田原ケーブルテレビの街紹介番組で司会・レポーターを務めた。2005年には第1回小田原映画祭に映像作品「トトとピータンの休日」を出品し、ショートフィルム部門で7位に入賞。同年、長年住んでいた小田原市から川崎市に移住。

## 漫画

### 連載作品
- ミョンミョン博物記 （1995年-1996年、月刊少年ギャグ王）
ミョンミョン谷に住む謎の生物ミョンミョンを生物学者とその助手の目を通して描いたファンタジー4コマ。2000年頃に個人誌として少数発行。2009年に笠倉コミックスのひとつとしてDSvisionで配信。
- ロロロ冒険記 （1996年、スーパー64）
- 旬の育児 （1998年-2000年、あぶ～）
- ほらマママリコさんの生活 （2002年-2005年、ほんとうに泣ける話）
- 恐竜ガブガブ（2003年-2004年、ミステリー・ラ・コミック）
2009年に笠倉コミックスのひとつとしてDSvisionで配信。
- 健康自然食品 黒ゴマ ゴーミー （2003年-2004年、嫁と姑サスペンス）
- ヌニムガルト物語 （2005年-2006年、ほんとうに泣ける話）
2009年に笠倉コミックスのひとつとしてDSvisionで配信。
- 物件X （2007年、コミック・ガンボ）

### その他
- ドラゴンクエスト4コママンガ劇場 （1990年-1998年）